# Broșteni (Suceava)
Broşteni è una città della Romania di 6 471 abitanti, ubicata nel distretto di Suceava, nella regione storica della Moldavia. 
Fanno parte dell'area amministrativa anche le località di Cotârgaşi, Dârmova, Frasin, Hăleasa, Holda, Holdiţa, Lungeni, Neagra e Pietroasa.
Broşteni ha ottenuto lo status di città nel 2004.
Il monumento più importante della città è la Chiesa lignea, che oggi ospita un museo dedicato allo scrittore Ion Creangă, che vi insegnò.